# Collada d'en Manuel
La Collada d'en Manuel és una collada dels contraforts nord-orientals del Massís del Canigó, a 576,5 metres d'altitud, del terme comunal de Clarà i Villerac, a la comarca del Conflent, de la Catalunya del Nord.
Està situat al centre de la zona nord del terme de Clarà i Villerac, en el vessant meridional del Serrat del Mont-roig, a llevant de la Guinota.